# Фонсека, Деодору да
Мануэ́л Део́дору да Фонсе́ка (порт. Manuel Deodoro da Fonseca; 5 августа 1827, Марешал-Деодору, Алагоас, Бразильская империя — 23 августа 1892, Барра-Манса, Рио-де-Жанейро, Бразилия) — бразильский военный и государственный деятель, первый президент Бразилии (1891). Одна из центральных фигур бразильской республиканской революции.

## Биография

### Военная карьера
Деодору да Фонсека родился в семье военных и в молодости начал военную карьеру. Окончив в 1847 году военное училище в Рио-де-Жанейро, он быстро продвигался по службе, и уже в 1856 году был произведён в капитаны. Фонсека принимал участие в подавлении Прайэйрской революции в Пернамбуку в 1848—1852 годах и в Парагвайской войне 1864—1870 годов, которую закончил полковником. К 1884 году Фонсека дослужился до фельдмаршала, а вскоре до полного маршала.

### Начало политической карьеры
Возглавив в 1886 году провинцию Риу-Гранди-ду-Сул, Фонсека сблизился с республиканцами и возглавил аболиционистское движение в армии и в 1889 году встал во главе военного переворота, свергнувшего монархию. Так Фонсека стал главой временного правительства Бразилии.

### В должности президента
Возглавив временное правительство, маршал Фонсека в первую очередь созвал Конституционную ассамблею, которая разработала Конституцию Объединённых штатов Бразилии. Фонсека, человек по-военному прямой и бескомпромиссный, вступил в конфликт с гражданскими лидерами республиканцев, поэтому его избрание президентом состоялось только после военного давления на Конгресс. В итоге 26 февраля 1891 года Фонсека всё-таки был избран первым президентом Бразилии.
Фонсека не имел конкретной программы развития страны, из-за чего владельцы крупных кофейных плантаций и другие деловые круги начали критиковать его правительство. Особое неудовольствие республиканцев на юге страны вызвал декрет Фонсеки о передаче порта Торрис в руки частной компании. В итоге такое недовольство политикой Фонсеки вынудило его ограничить свободу слова и сделать ряд шагов для укрепления военного диктаторского режима.
Однако Конгресс Бразилии, находившийся в конфликте с правительством Фонсеки, отказался утвердить закон об увеличении армии и принял решение о процедуре импичмента. В ответ на это 3 ноября 1891 года Фонсека распустил Конгресс и объявил чрезвычайное положение.
В результате Конгресс, объединившись с командованием флота, оказал Фонсеке сопротивление, и последний, во избежание кровопролития и гражданской войны, был вынужден уйти в отставку, передав свои полномочия вице-президенту Флориану Пейшоту.
23 августа 1892 года, ровно через девять месяцев после своей отставки, Фонсека умер.

## Память
Родной город Фонсеки, Алагоас да Лагоа-ду-Сул, после его смерти был переименован в его честь — Марешал-Деодору.